# Marie Calm
Marie Calm, född 3 april 1832 i Arolsen, Tyskland, död 2 februari 1887 i Kassel, var en tysk författare, feminist och suffragett.
Marie Calm arbetade som lärare, först i England och, efter 1858, Ryssland. Så småninom flyttade hon med sin mor till Kassel, där hon förestod en flickskola blev en av grundarna till Allgemeine Deutsche Frauenverein. Hon var också aktiv i organisationen Casseler Frauenbildungsverein, som drev ett utbildningsinstitut för kvinnor.
Calm skrev flera böcker om hushållsekonomi och om vett och etikett. Hon gav också ut diktsamlingar och romaner. Hon arbetade även under pseudonymen Marie Ruhland.